# Carlo Mauri
Pour les articles homonymes, voir Mauri.

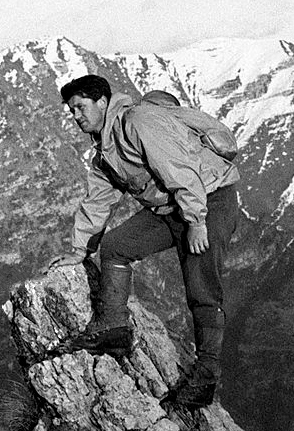
Carlo Mauri

Carlo Mauri, né le 25 mars 1930 à Lecco, et mort le 31 mai 1982 au Pizzo d'Erna (Lecco) est un commerçant, alpiniste, guide de haute montagne et explorateur italien.

## Biographie
Carlo Mauri, né le 25 mars 1930 à Lecco, découvre très tôt l'escalade sur les parois rocheuses des Grigne de Lecco au sein du groupe de grimpeurs des Ragni (araignées) de Lecco.
À 16 ans, il réussit la première répétition de la voie Comici au Campanile Comici dans les Dolomites. En 1947, il ouvre avec Riccardo Cassin une voie dans les Cadini di Misurina (Dolomites), la face nord-est de la Torre del Diavolo.
Parallèlement à ses activités alpines, il exerce le métier de commerçant.
Il devient par la suite le compagnon de cordée d'un des chefs de file de l'alpinisme italien, Walter Bonatti. Avec ce dernier, Carlo Mauri réalise en février 1953 la première ascension hivernale de la face nord de la Cima Ovest dans les Dolomites. Trois jours après ce succès, leur cordée répète l'ascension hivernale de la face nord de la Cima Grande.
Le 7 mars 1956, il réussit la première ascension du mont Sarmiento, sommet de la cordillère Darwin en Terre de Feu, en compagnie de Clemente Maffei.
Au début de l'année 1958, Carlo Mauri tente, à nouveau avec Walter Bonatti, l'ascension du Cerro Torre en Patagonie mais, face à la difficulté de l'ascension et au manque de moyens, ils doivent renoncer après avoir gravi trois cents mètres de la paroi ouest. En 1970, Carlo Mauri tente une seconde fois d'escalader cette montagne à la tête d'une expédition des grimpeurs de Lecco, par le même versant, mais il échoue à 250 mètres du sommet.
Carlo Mauri participe en 1958 à une expédition nationale italienne au Karakoram dirigée par Riccardo Cassin avec comme objectif la première ascension du Gasherbrum IV (7 925 m). Le 6 août, en compagnie de Walter Bonatti, Carlo Mauri atteint le sommet du Gasherbrum IV.
Ce n'est qu'en septembre 1959 que Carlo Mauri réalise sa première ascension du mont Blanc. Sa première ascension est une première : il est le premier à parcourir en solitaire la voie de la Poire sur le versant italien du mont Blanc.
En 1964, un grave accident de ski interrompt pendant plusieurs mois ses activités alpines. Ayant récupéré ses moyens physiques, il ouvre en 1968, une voie directe à la face est du Grand Capucin.
Après une première tentative en 1969, Carlo Mauri traverse en 1970 l'océan Atlantique avec Thor Heyerdahl sur un radeau en papyrus. Il participe ensuite à un voyage sur les traces de Marco Polo. Ses explorations à travers le monde le conduisent à réaliser de nombreux documentaires qui le font connaître au-delà du milieu de l'alpinisme.
Le 31 mai 1982, il décède inopinément d'un infarctus en gravissant la via ferrata au Pizzo d'Erna dans les Alpes bergamasques.

### Sources et bibliographie
- Walter Bonatti, Montagnes d'une vie, Paris, Arthaud, 1997 (ISBN 2-7003-1144-2)